# Jardinero (béisbol)

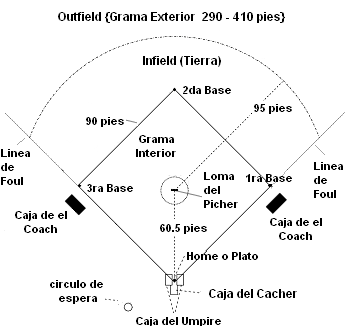
Esquema del campo de béisbol

En el béisbol, un jardinero (en inglés, outfielder, abreviado OF) es cada uno de los tres jugadores que se colocan en la posición más alejada del bateador, la zona conocida como el jardín: desde donde termina la tierra del cuadro (infield) hasta la barda del jardín. Hay tres áreas en el jardín, cada una con su respectivo jugador: el jardín izquierdo, el jardín central y el jardín derecho. En el sistema de numeración para anotar el marcador de los partidos, se numeran del 7 al 9, comenzando con el jardinero izquierdo.

## Forma de juego
La función principal de los jardineros es la de atrapar los golpes elevados para hacer outs y también la de devolver al cuadro los batazos que se vayan de hit al jardín. Cada jardinero se distingue de los otros por las características que debe tener para poder llenar su posición. Generalmente los jardineros derechos son los que requieren mayor fuerza en el brazo para poder hacer lanzamientos hacia la tercera base, en caso de ser necesario. Los jardineros izquierdo y central generalmente son más rápidos que el derecho, en especial el central, que debe cubrir el mayor terreno y asistir a los otros jardineros cuando la pelota es golpeada hacia ellos.
A la ofensiva, muchos jardineros izquierdos o derechos se encuentran entre los bateadores de poder de su equipo, mientras que los jardineros centrales son por lo general los primeros en el orden al bat por su velocidad.